# Joyeux

Joyeux este o comună în departamentul Ain din estul Franței.